# Michele Foscarini
Pour les articles homonymes, voir Foscarini.
Michele Foscarini (1632-1692) est un historien vénitien du XVIIe siècle qui a continué l'Histoire de Venise de Giovan Battista Nani.